# トンちゃん
トンちゃんは、矢崎武子による4コマ漫画作品。1953年1月16日から同年3月31日にかけ、朝日新聞朝刊に連載された。

## 連載
長谷川町子の体調不良によるサザエさん休載に伴い、1953年1月16日から3月31日までの2か月半にかけてのピンチヒッターとして全75話が掲載された。サザエさん休載前最終日の1月15日に、サザエさん休載及びトンちゃん連載の告知が載り、翌日から連載開始。3月31日に、翌日よりサザエさんの連載が再開する旨の告知が掲載され、同日を以って連載が終了した。両連載の間に空白期間は設けられなかった。

## 内容
主人公は東京の6人家族の家庭に勤める17歳の女中、トンちゃん。幼い姉弟をはじめとする家族や近所の人々とのふれあいを描いた。